# داحسية فلسطينية
الداحسية الفلسطينية (باللاتينية: Paronychia palaestina) نوع نباتي يتبع جنس الداحسية من الفصيلة القرنفلية.

## البيئة والانتشار
موطنه بلاد الشام فقط.